# مانفرد بیر
مانفرد بیر (انگلیسی: Manfred Beer؛ زادهٔ ۲ دسامبر ۱۹۵۳) ورزشکار دوگانه، و رستوران‌دار اهل آلمان است.